# 秋晴れ
| ウィキペディアには「秋晴れ」という見出しの百科事典記事はありません（タイトルに「秋晴れ」を含むページの一覧/「秋晴れ」で始まるページの一覧）。 代わりにウィクショナリーのページ「秋晴れ」が役に立つかもしれません。 |